# Lina Hurtig
Lina Mona Andréa Hurtig (Avesta, Suecia; 5 de septiembre de 1995) es una futbolista sueca. Juega como delantera en la Fiorentina de la Serie A de Italia. Es internacional con la selección de Suecia.

## Clubes
| Club            | País       | Año       |
| --------------- | ---------- | --------- |
| Gustafs GoIF    | Suecia     | 2011-2012 |
| Umeå IK         | Suecia     | 2012-2016 |
| Linköpings F.C. | Suecia     | 2017-2020 |
| Juventus        | Italia     | 2020-2022 |
| Arsenal         | Inglaterra | 2022-2025 |
| Fiorentina      | Italia     | 2025-act. |

## Palmarés

### Club
Linköpings FC
- Damallsvenskan: 2017

Juventus
- Serie A: 2020-2021, 2021-22
- Copa Italia: 2021-22
- Supercopa de Italia: 2020-21, 2021-22

Arsenal
- FA Women's League Cup: 2022-23
- Liga de Campeones: 2024-25

### Internacional
- Europeo Sub-19: 2015
- Mundial: 2019 (bronce), 2023 (bronce)
- Juegos Olímpicos: Medalla de plata 2020

## Vida personal
El 16 de agosto de 2019, anunció que se había casado con Lisa Lantz, su compañera de equipo en Linköpings FC. El 11 de junio de 2021 nació su hija.